# Коко Роша
Коко Роша (англ. Coco Rocha; 10 вересня 1988, Торонто, Онтаріо, Канада)  — канадська супермодель. Має ірландське та українське коріння.

## Біографія
Народилася в Торонто (провінція Онтаріо), потім переїхала в Річмонд зовсім юною. Її батьки працюють на авіалініях. Мати Джуаніта працює стюардесою, а батько Тревор Гейнс — завідувач квиткових кас. У Коко є також сестра Ліндсі і брат Грег Морендін.

Роша — одна з небагатьох моделей, хто висловилися проти поширеності харчових розладів в модельному бізнесі. Вона визнала тиск, з яким зіткнулася, будучи недосвідченою моделлю, та відгуки про її вагу, яку вона набрала після поїздки в Сінгапур. У листі, адресованому Associated Press, вона говорила: 
|  | Я ніколи не забуду поради, яку мені дали люди в агентстві, коли побачили моє тіло. Вони сказали: «Ти повинна ще більше схуднути. Цього року модою править анорексія. Ми не хочемо, щоб ти була страждаючою анорексичкою, просто будь схожою на неї ». |

Коко є Свідком Єгови і проповідує по домівках. Вона каже: «Насамперед я християнка, а тільки потім модель». Однак в юності їй не завжди вдавалося протистояти вимогам замовників. У злагоді зі своїми релігійними переконаннями вона твердо відмовляється позувати голою або напівоголеною. «Я не демонструю свої груди, я не позую з сигаретою в руці і я не цілуюся з хлопцями-моделями під час фотосесій. Я не суджу тих, хто це робить, мої найкращі подруги — моделі Victoria `s Secret, просто я сама в цьому не беру участь».

## Кар'єра
У 2002 агент Чарльз Стюарт познайомився з Коко Роша на ірландському танцювальному конкурсі і запитав її, чи не хоче вона спробувати себе як модель. До цього вона і не думала про подібне. Коли Коко починає працювати моделлю, її уявлення про моду є обмеженими.
Коко розпочала свою професійну кар'єру моделі у 2004 році, підписавши контракт з агентством ВЕРХОВНИЙ в Нью-Йорку. Через два роки Роша познайомилася з фотографом Стівеном Меіселем. Незабаром вона постала в одній зі статей з Джеммою Ворд та Амандою Мур. Завдяки цій статті кар'єра Коко пішла в гору, і вже в січні 2006 вона красувалася на обкладинці італійського Vogue, а через тиждень Роша ходила по подіуму на тижні високої моди весна / літо 2006 в Нью-Йорку для групи дизайнерів, серед яких найбільш відомими були Марк Джейкобс і Ганна Суї.
За лаштунками показу Анни Суї., Роша зустріла модель Наомі Кемпбелл, яка, тримаючи Коко за руки зізналася, що їй подобається хода Коко і відтепер вона буде її фавориткою. Після Нью-Йоркського Тижня Моди Коко отримала запрошення брати участь і в паризькому тижні моди. Вона демонструвала одяг для таких шанованих дизайнерів як Стелла Маккартні, Шіеці Чен, Крістіан Лакруа, Емануель Унгаро, і була обрана Марком Джейкобс для відкриття і закриття його показу Луї Віттон.
Під час показу Жана-Поля Готьє осінь / зима 2007 року, натхненного гірською місцевістю, Роша відкривала його ірландським танцем; американський Vogue назвав це явище «моментом Коко» і запропонував використовувати його як знак про те, що модельний бізнес сумує за справжнім супермоделям.
У травневому Vogue (США) 2007 Коко постала на обкладинці з моделями Даутцен Крус, Керолайн Трентіно, Ракель Зіммерман, Сашею Півоваровою, Агнесс Дейн, Джесікою Стем, Гіларі Роду, Шанель Іман і Лілі Дональдсон  як новий склад супермоделей. В 2008 агент кастингу Джеймс Скаллі, який відповідальний за вибір моделей на тижнях моди, говорить про Коко:
 Спочатку я не міг повірити в те, що говорили про неї дизайнери, але через кілька хвилин після зустрічі з нею, я був повністю зачарований і зрозумів, чому всі люблять її. Деякі люди вважають, що її погляд досить специфічний, а я вважаю, що вона дівчина — хамелеон..
Роша позувала для багатьох модних журналів, включаючи Vogue, Flare, Fashion, Numéro, French, W, Harper's Bazaar, Dazed & Confused, i-D, Time Style & Design і т.д.
Починаючи з самого дебюту, Коко побувала обличчям багатьох модних кампаній, таких як Американа Манхассет, Balenciaga, Шанель, D & G, Dior, Dolce & Gabbana , Lanvin, Розрив, Tommy Hilfiger, Ів Сен-Лоран і Rimmel.
Коко Роша увійшла до 30 найкращих моделей 2000 років, складеної паризьким Vogue.
У липні 2010 року Роша з'являлася в vogue.co.uk кожен день протягом місяця, особливо в рубриці «Сьогодні я ношу». Вона пішла по стопах Алекси Чанг і Олівії Пелермо, демонструючи свій стиль на кожен день. В наступному місяці Роша з'явилася на рекламному щиті на Таймс-Сквер для рекламної кампанії з журналом Мері Клер у співпраці з Проектом Подіум, в якому вона змоделювала дизайн перемоги суперника.

## Особисте життя
Чоловік Коко Роша — дизайнер інтер'єрів Джеймс Конран (одружені з червня 2010 року). 28 березня 2015 року модель народила дочку Айоні Джеймс.